# Ritratto di Carlo I con M. de Saint-Antonie suo maestro di equitazione
Il quadro fu eseguito da van Dyck assieme a un altro ritratto equestre di Carlo I d'Inghilterra, Carlo I a cavallo. Il sovrano è rappresentato su un grande destriero bianco mentre attraversa un arco di trionfo. Carlo veste un'armatura da parata con il nastro dell'Ordine della Giarrettiera e regge il bastone del comando militare. Alla sinistra del sovrano, sotto il grande drappo verde simbolo della potenza regia (Ritratto di Rupert del Reno), van Dyck ritrae M. de Saint-Antonie, maestro personale di equitazione e staffiere del re, il quale regge tra le mani l'elmo di Carlo e volge lo sguardo verso il sovrano.
Sulla sinistra del dipinto, appoggiato a terra, figura un grande stemma raffigurante i simboli regi di Casa Stuart, sormontato da una grande corona. Il presente è il primo ritratto equestre del sovrano realizzato da van Dyck e richiama fortemente al Ritratto del duca di Lerma realizzato da Rubens; è chiaro tuttavia anche il rimando a un precedente ritratto di van Dyck, il Ritratto equestre di Anton Giulio Brignole-Sale realizzato durante il periodo genovese.

## Confronti

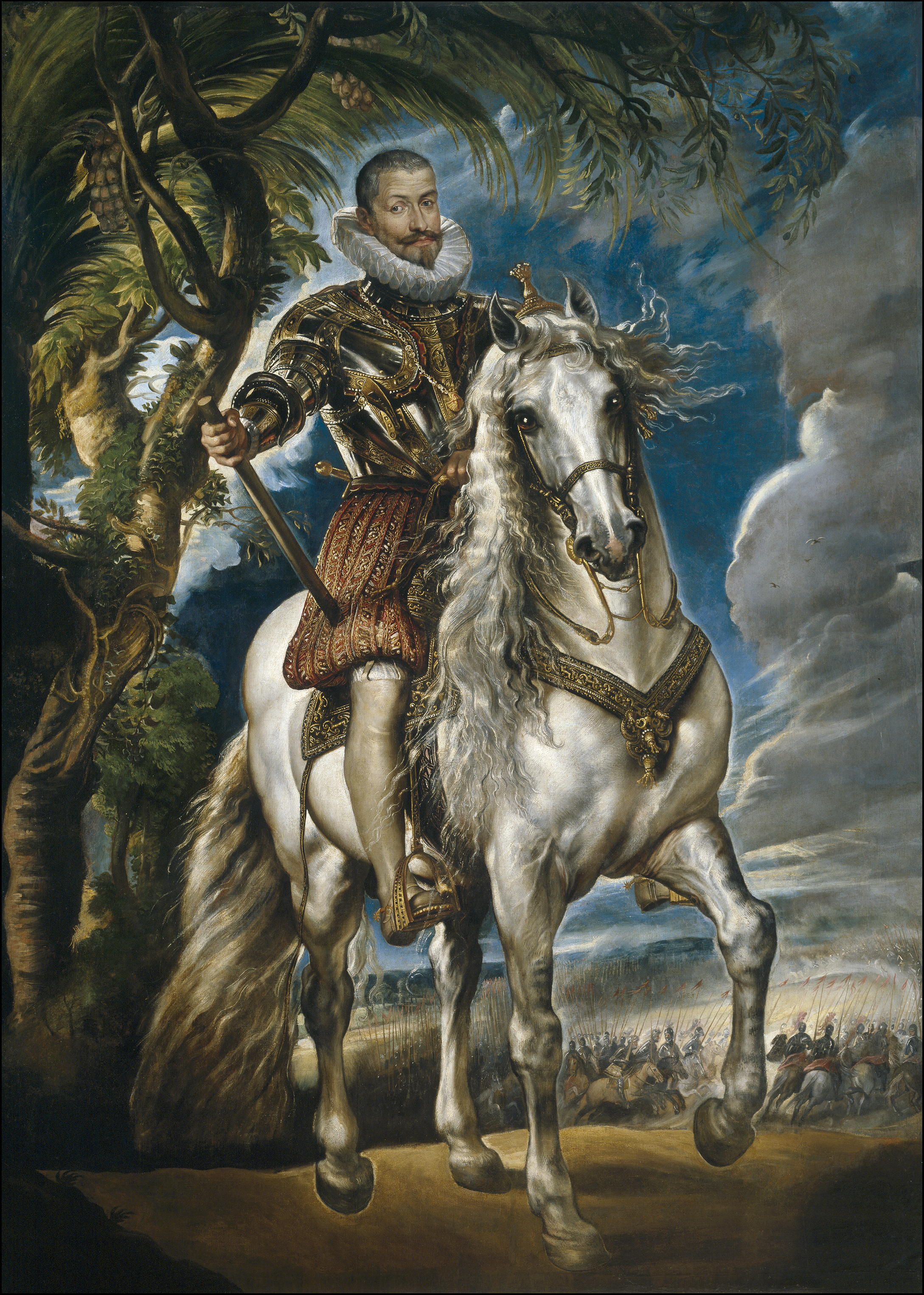
Ritratto equestre del duca di Lerma, opera di Rubens
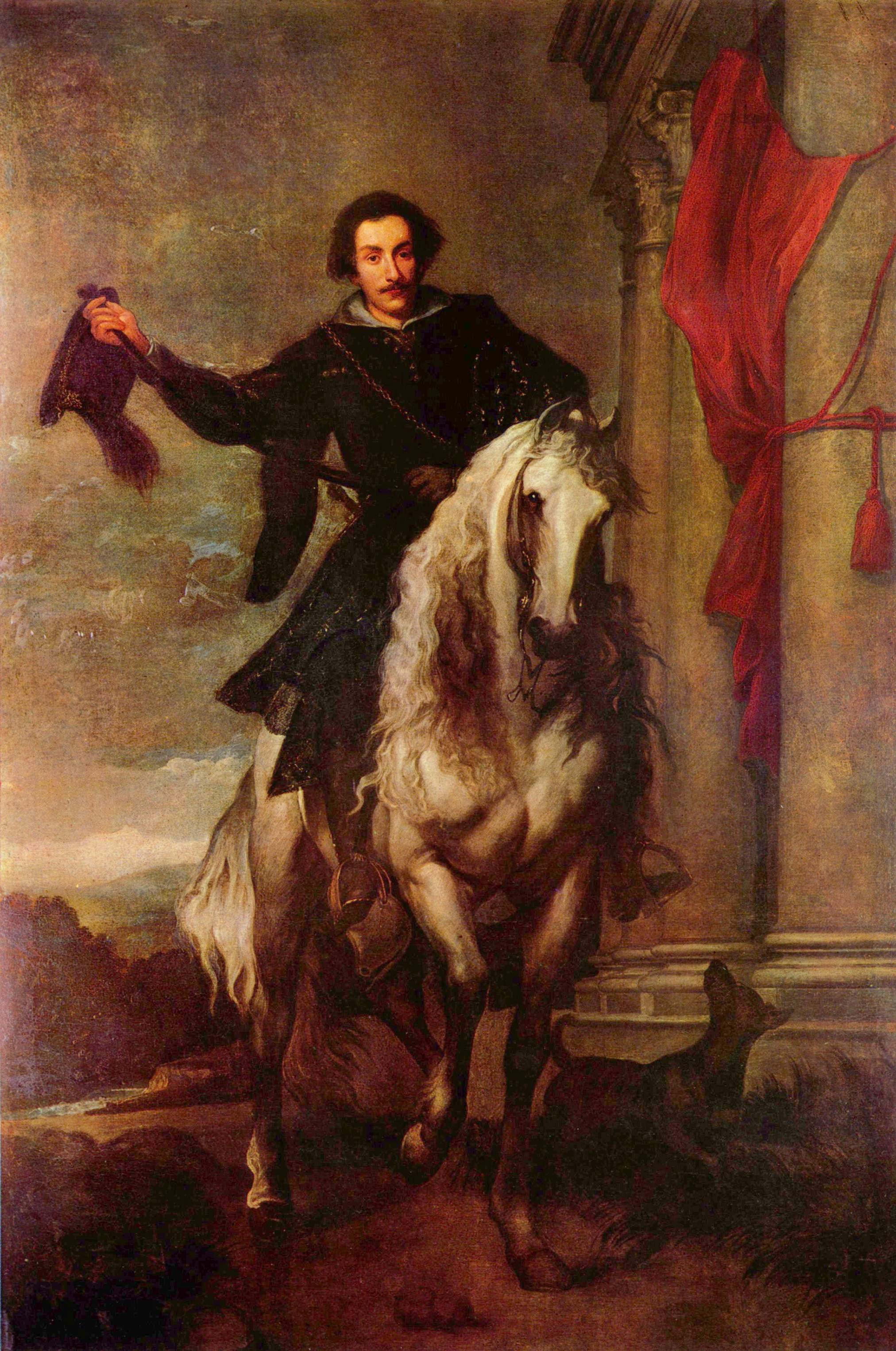
Ritratto equestre di Anton Giulio Brignole-Sale